# Censo islandés de 1703
El censo islandés de 1703 fue el primer censo de Islandia y el censo completo más antiguo de cualquier país que haya sobrevivido. Se registró en el Registro Memoria del Mundo de la UNESCO en 2013.

## Procedimiento del censo
El censo registró el nombre, la edad, la residencia y la posición social de cada habitante; fue el primer censo completo de este tipo.  Los que no tenían domicilio fijo fueron registrados en el lugar donde pasaron la noche anterior a la Pascua. 
El censo fue elaborado y organizado por dos islandeses, Árni Magnússon, que acababa de ser nombrado profesor en la Universidad de Copenhague, y Páll Vídalín, sheriff y vicealguacil. En 1702, el rey Federico IV de Dinamarca les encargó realizar un estudio completo de Islandia, y luego posesión danesa, con el fin de inventariar sus recursos económicos y proponer mejoras; esto incluía el censo y el Jarðabók o registro de tierras.   La comisión real, fechada el 22 de mayo de 1702, incluyó el censo en su párrafo 8 y también exigió un recuento del ganado . 
En octubre de 1702, Árni y Páll escribieron a los sheriffs de todos los distritos de Islandia con detalles sobre cómo debía realizarse el censo. Las instrucciones son más detalladas que en la comisión real, lo que demuestra que habían desarrollado la idea. El borrador de esta carta de Árni, realizado en la primavera, establece la tarea del censo como:
reunir un registro fiel de todas las familias de ese país, desde la persona más pudiente hasta la más humilde, en el que se especificará y explicará el nombre del marido y de la mujer, los nombres de sus hijos y amigos que viven en su casa, también todos los sirvientes, jóvenes, sirvientas y niñas, en suma, sin omitir a nadie, grandes y pequeños, jóvenes y viejos, que se encuentran en todo el país, con lo cual se debe observar y describir con precisión el gran número de pobres en cada lugar. 
Los alguaciles de distrito delegaron la tarea a los supervisores de cada distrito o comuna de pobres ( hreppr ), de los cuales había entre 3 – 5 en cada una de las 163 comunas, y por lo tanto fueron ellos quienes realizaron el recuento.  Esto divergía de las instrucciones del rey, que había establecido que los párrocos debían realizar el censo, pero Árni y Páll presumiblemente pensaron que sería más eficiente utilizar la administración secular y presentar la tarea a los magistrados en el Althing, y los magistrados decidieron entonces pasarla a las comunas, el siguiente nivel de gobierno. 
El recuento se realizó entre diciembre de 1702 y junio de 1703, en la mayoría de los lugares en marzo y abril. Los islandeses eran conscientes de la singularidad del censo y se referían al invierno de 1702/03 como el «invierno del censo».  Se ha conservado el registro censal de cada distrito, aunque en algunos casos se ha perdido el documento original.
El informe del censo fue presentado en el Althing en junio de 1703 y luego enviado por Árni y Páll a Copenhague, donde fue en gran medida ignorado hasta 1777, cuando el representante del rey, Skúli Magnússon, decidió usarlo para derivar un estudio de tierras. Los documentos fueron prestados a Islandia en 1921 para prepararlos para su publicación y en 1927, según los términos de un acuerdo entre Islandia y Dinamarca, pasaron a ser propiedad de Islandia. Se conservan en el Archivo Nacional de Islandia . También se conserva el censo ganadero, pero está incompleto, aunque la descripción de Islandia de Skúli Magnússon incluye cifras para cada distrito.  El registro de ganado no ha sido publicado.
En 2003, la Oficina de Estadística de Islandia y los Archivos Nacionales organizaron una conferencia para conmemorar el 300º aniversario del censo de 1703.

## La población de Islandia en 1703
Junto con la publicación del censo, Hagstofa Íslands  (español: Oficina de Estadísticas de Islandia) obtuvo la siguiente información sobre la población de Islandia en ese momento:
- Población total: 50.358

- Hombres: 22.867
- Mujeres: 27.491 

- Farthing sur: 15.564
- Farthing del fiordo oeste: 17.831
- Farthing del norte: 11.777
- Farthing del fiordo este: 5.186

El censo es casi completamente exacto; sólo 497 personas están registradas dos veces,  y no falta ninguna comuna,  aunque estudios posteriores han mostrado algunas pequeñas omisiones, por ejemplo la isla de Viðey en la bahía de Kollafjörður, que definitivamente tenía residentes en ese momento. También se sospecha qua se omitieron algunos niños jóvenes, aunque es concebible que la falta de niños menores de 8 años se deba a los años difíciles que precedieron a la realización del censo; la distribución general por edades del censo es muy desigual.  Es notable la gran diferencia entre el número de hombres y mujeres. Las investigaciones muestran que a los hombres les iba peor en las hambrunas,  en parte porque soportaban una carga más pesada de trabajo físico. Además, la mortalidad infantil era más alta de lo que habría sido porque las madres islandesas, incluso más que las de otros países europeos en esa época, habitualmente no amamantaban a sus bebés.   El censo también revela un número inusualmente alto de personas solteras y una edad elevada en el primer matrimonio;  solo el 58% de las mujeres de 40 – 59 años se habían casado alguna vez.  La tasa de ilegitimidad también era alta, e Islandia tenía una tradición de cohabitación sin casarse,  pero la principal razón de la baja tasa de matrimonio era que las repetidas hambrunas dificultaban el sustento de una familia.  Además, no se esperaba que los sirvientes se casaran; sus hijos serían pobres,  y es posible que las personas separadas y viudas, particularmente aquellas que se habían convertido en sirvientes o pobres, estuvieran registradas como si nunca se hubieran casado. 
El censo registró 8.191 hogares, un poco más de 7.000 encabezados por un hombre y aproximadamente 1.100 encabezados por una mujer  (el 13,8% de las granjas estaban administradas por una mujer, un porcentaje inusualmente alto  ), en las siguientes categorías (que probablemente se superponían un poco en la práctica):
- Fincas principales: 5.915
- Granjas periféricas: 1.181
- Cabañas (habitadas por campesinos que viven enteramente o mayoritariamente de la pesca en lugar de la agricultura): 343
- Inquilinos (en su mayoría personas solteras, divididas casi equitativamente entre hombres y mujeres): 752